# Никольская (Шенкурский район, 11258812009)
Никольская — деревня в Шенкурском районе Архангельской области. Входит в состав муниципального образования «Ровдинское».

## География
Деревня расположена в южной части Архангельской области, в таёжной зоне, в пределах северной части Русской равнины, в 55 километрах на юг от города Шенкурска, на левом берегу реки Суланда, притока Пуи. Ближайшие населённые пункты: на северо-востоке деревня Голенищенская, на северо-западе деревни Андреевская и Пахомовская, на юге, на противоположенном берегу реки, деревни Чекмаревская и Михайловская.
Часовой пояс
Никольская, как и вся Архангельская область, находится в часовой зоне МСК (московское время). Смещение применяемого времени относительно UTC составляет +3:00.

## Население
| 2002 | 2010 | 2012 |
| ---- | ---- | ---- |
| 0    | ↗1   | ↗181 |

## История
Близ деревни Никольской были расположены храмы Суландского прихода, который был образован в 1650 году путём выделения из Усть-Пуйского прихода. Церковь в честь Живоначальной Троицы была перестроена в 1784 году взамен обветшавшей, существовавшей здесь с середины 17 века. Вторая церковь, во имя Успения Божией Матери, была построена в 1667 году.  
- Церковь Успения Пресвятой Богородицы. Фото И.Я.Билибина, 1900-1910 год

Указана в «Списке населённых мест по сведениям 1859 года» в составе Шенкурского уезда(1-го стана) Архангельской губернии как «Никольское(Власовская)». Насчитывала 11 дворов, 56 жителей мужского пола и 50 женского.
В 1882 году, в специально обустроеном прихожанами доме, открывается церковно-приходская школа. Через 2 года после её открытия в школе учится 35 мальчиков и 4 девочки..
В «Списке населенных мест Архангельской губернии к 1905 году» деревня Никольская насчитывает 11 дворов, 48 мужчин и 55 женщин.  В административном отношении деревня входила в состав Суландского сельского общества Ровдинской волости.
На 1 мая 1922 года в поселении 16 дворов, 22 мужчины и 46 женщин.